# Unternehmen Nordlicht (1942)
Unternehmen Nordlicht war der Deckname einer deutschen Militäroperation der deutschen Wehrmacht zur Einnahme von Leningrad im September 1942 während des Zweiten Weltkriegs. Da die für die Operation vorgesehene deutsche 11. Armee im Raum Schlüsselburg seit dem 27. August 1942 eine sowjetische Offensive in der Ersten Ladoga-Schlacht aufhalten musste, wurde der Plan nie umgesetzt.

## Planung und Vorbereitung
Nach der Blockade Leningrads durch deutsche Truppen und der Abwehr eines sowjetischen Angriffs in der Schlacht am Wolchow Anfang 1942 war die Front um Leningrad erstarrt. Es entwickelte sich eine Belagerungsschlacht.

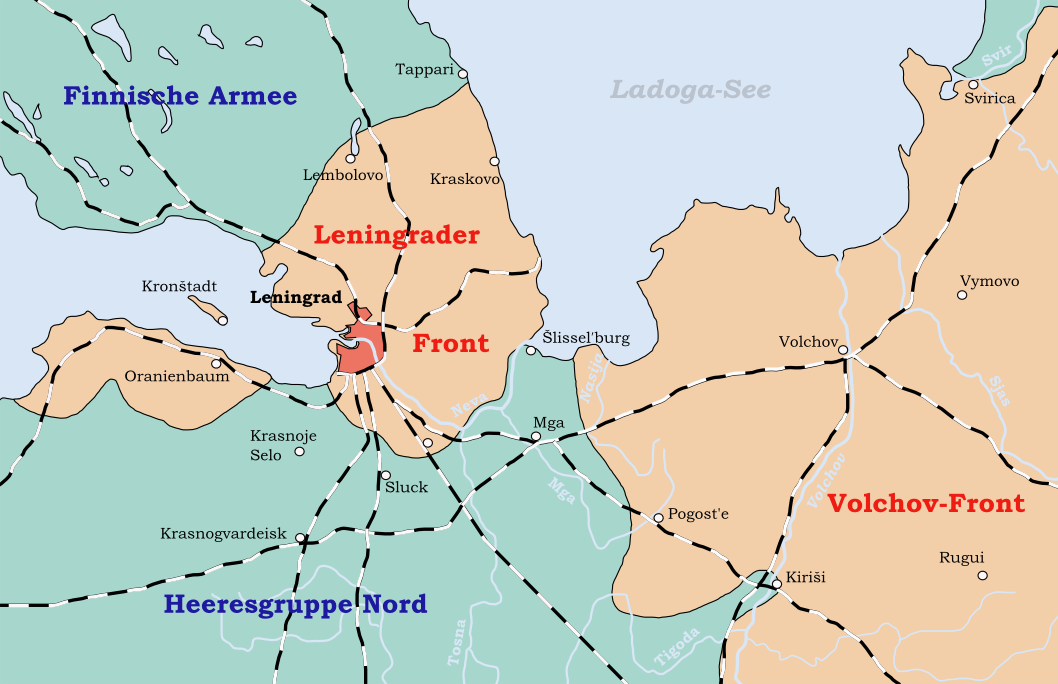
Frontverlauf um Leningrad (Mai 1942 bis Januar 1943)

Ursprünglich legte die Heeresgruppe Nord Planungen zu vier Unternehmen vor:
- Unternehmen Nordlicht: die Eroberung Leningrads
- Unternehmen Schlingpflanze: die Erweiterung des Kessels von Demjansk
- Unternehmen Moorbrand: die Beseitigung des Pogostje-Kessels
- Unternehmen Bettelstab: die Eroberung des Oranienbaumer Brückenkopfes

Da die Kräfte für alle vier Unternehmen nicht ausreichten, konzentrierte man sich in der Folge auf das Unternehmen Nordlicht. Dieses Unternehmen wurde ab dem 23. Juli 1942 bis zum 1. August 1942 unter dem Decknamen Unternehmen Feuerzauber geplant.
Der Plan sah vor, die Front südlich von Leningrad mit drei Korps zu durchbrechen. Hierzu war eine starke Artillerie- und Luftwaffenunterstützung vorgesehen. Unter anderem wurden schwerste Eisenbahngeschütze an die Leningrader Südfront verlegt. Dieser Vorstoß sollte jedoch nur bis an die südliche Stadtgrenze Leningrads führen. Dann sollten zwei Korps nach Osten eindrehen und dort südöstlich von Leningrad die Newa überschreiten. Die zwischen dem Ladogasee und Leningrad stehenden sowjetischen Truppen sollten eingeschlossen und vernichtet werden. Ziel war es, die Stadt von Osten her eng einzuschließen und ihrer Nachschubwege über den Ladogasee zu berauben. Laut Plan sollten Häuserkämpfe vermieden und eine schnelle Kapitulation der Stadt ähnlich dem Fall Warschaus 1939 erreicht werden. Westlich von Leningrad sollte im sowjetischen Brückenkopf von Oranienbaum ein Landungsunternehmen stattfinden.
Für den Angriff stellte das Armeeoberkommando (AOK) der 11. Armee unter Generalfeldmarschall Erich von Manstein zwölf Divisionen zur Verfügung, darunter auch die spanische Blaue Division. Aus Sewastopol wurde schwerste Belagerungsartillerie herangezogen, darunter die Kanone Dora, der 42-cm-Gamma-Mörser und der Mörser Karl.

## Absage
Aufgrund der am 27. August 1942 begonnenen sowjetischen Großoffensive bei Mga südlich von Leningrad wurden alle deutschen Angriffskräfte dorthin verlegt, um den sowjetischen Angriff abzuschlagen. Nach dem Ende der verlustreichen Kämpfe bei Mga verfügte die 11. Armee nicht mehr über genügend Kampfkraft, um das Unternehmen Nordlicht erfolgreich durchführen zu können.